# Theta Herculis
Theta Herculis è una stella della costellazione di Ercole. Con una magnitudine apparente di +3,85 è la tredicesima stella più brillante della costellazione. Dista 752 anni luce dal sistema solare. Possiede il nome tradizionale di Rukbalgethi Genubi, che deriva dall'arabo e significa "ginocchio del sud", riferito alla sua posizione nella costellazione.

## Osservazione
Si tratta di una stella situata nell'emisfero celeste boreale. La sua posizione moderatamente boreale fa sì che questa stella sia osservabile specialmente dall'emisfero nord, in cui si mostra alta nel cielo nella fascia temperata; dall'emisfero australe la sua osservazione risulta invece più penalizzata, specialmente al di fuori della sua fascia tropicale. Essendo di magnitudine 3,85, la si può osservare anche dai piccoli centri urbani senza difficoltà, sebbene un cielo non eccessivamente inquinato sia maggiormente indicato per la sua individuazione.
Il periodo migliore per la sua osservazione nel cielo serale ricade nei mesi compresi fra aprile e ottobre; nell'emisfero nord è visibile anche per un periodo maggiore, grazie alla declinazione boreale della stella, mentre nell'emisfero sud può essere osservata solo durante i mesi d'inizio estate australi.

## Caratteristiche fisiche
Theta Herculis è una gigante brillante arancione di tipo spettrale K1IIaCN+, ove il "CN" indica che la stella è particolarmente ricca di cianogeno. Anche la presenza di carbonio e azoto è superiore a quella del Sole; tuttavia la sua metallicità complessiva è solo del 75% rispetto a quella del Sole. Nonostante un'età stimata dai 55 ai 78 milioni di anni si tratta di una stella in avanzato stadio evolutivo: con una massa oltre 6 volte quella del Sole, ha un raggio circa 80 volte quello solare ed una luminosità 2800 volte superiore a quella della nostra stella.